# Sabirabad
Sabirabad (ryska: Сабирабад) är en distriktshuvudort i Azerbajdzjan.   Den ligger i distriktet Sabirabad Rayonu, i den sydöstra delen av landet, 130 km väster om huvudstaden Baku. Antalet invånare är 28 075.
Terrängen runt Sabirabad är mycket platt. Runt Sabirabad är det ganska tätbefolkat, med 72 invånare per kvadratkilometer.. Närmaste större samhälle är Saatlı, 12,5 km sydväst om Sabirabad.
Trakten runt Sabirabad består till största delen av jordbruksmark.